# メリビウロース
メリビウロース(Melibiulose)は、メリビオースと似た、フルクトースとガラクトースからなる二糖である。